# Chambéry Savoie Mont Blanc Handball
Pour les articles homonymes, voir CSH.
Maillots
Actualités
Dernière mise à jour : 8 juin 2025.
Le Chambéry Savoie Mont Blanc Handball est un club français de handball basé à Chambéry en Savoie et évoluant en Division 1 depuis 1994.
Le club a remporté une fois chacune des compétitions nationales : Championnat de France en 2001, Coupe de la Ligue en 2002, Trophée des Champions en 2013 et enfin Coupe de France en 2019. Le club a également été onze fois vice-champion de France et neuf fois finaliste.
Le club est également connu pour avoir formé de nombreux internationaux français, dont la fratrie Gille (Guillaume, Bertrand et Benjamin), Daniel Narcisse, Xavier Barachet, Cyril Dumoulin ou encore Melvyn Richardson.

## Historique

### 1983 - 2002: les débuts et les premiers titres nationaux
La section handball du Stade olympique de Chambéry est créée en 1968. En 1983, elle fusionne avec celle de les Amis des écoles de Bissy pour former le Chambéry Handball Club avec des couleurs rouge et blanc. En 1990 en handball, le club est scindé en deux entités : la section féminine rejoint le club déjà existant du SHBC La Motte-Servolex tandis que la section masculine réintègre la structure omnisports du Stade olympique de Chambéry. Les couleurs jaune et noire sont alors adoptées.
Le club évolue alors au niveau amateur et est promu en Division 2 en 1993. Et pour sa première saison à ce niveau, le club termine troisième, synonyme de promotion dans l'élite française.
Le club continue sa progression et devient vice-champion de France pour la première fois en 1998. Le début des années 2000 constitue l'époque des grands succès chambériens.
- Benoît Varloteaux (GDB)
- Fabien Arriubergé (GDB)
- Laurent Busselier
- Stéphane Moualek
- Jérémy Roussel
- Mikaël Grossmann
- Bertrand Gille
- Laurent Munier
- Daniel Narcisse
- Guillaume Gille
- Thomas Molliex
- Hubert Droy
- Igor Kos
- Mickaël Delric
- Émeric Paillasson
- Mathieu Dauvier
- Benjamin Gille
- Stéphane Taquet
- Johann Malbroukou

EntraîneurPhilippe Gardent
En effet, outre le deuxième titre de championne du monde de l'équipe de France, l'année 2001 correspond au seul et unique titre de champion de France. Effectivement les fondus savoyards écrivent la plus belle page de l’histoire du club le 12 mai 2001 après une victoire à domicile (25-19) face à Toulouse. Le SO Chambéry devient alors le dix-neuvième club à être sacré champion de France.
La saison suivante, le club connaît un premier changement structurel avec la constitution d'une société anonyme à objet sportif (SAOS), tout en remportant la Coupe de la Ligue mais perd son titre de champion de France pour retrouver la place de deuxième.
Le SOC prend alors un nouveau nom pour le club en 2002 : le Chambéry Savoie Handball.

### 2002 - 2012: le CSH, éternel deuxième
Par la suite, Chambéry connaît régulièrement la deuxième place du championnat derrière l'intouchable Montpellier et fréquente très souvent le dernier carré des coupes nationales, tout en ayant des difficultés sur le plan européen. La SAOS devient une société anonyme sportive professionnelle (SASP) en 2007. Le club continue de grandir en faisant venir en Savoie les internationaux Stéphane Stoecklin (2003-2005), Jackson Richardson (2005-2008) puis Daniel Narcisse (en provenance du VfL Gummersbach, 2007-2009), mais aussi grâce à la construction d'une nouvelle salle de 4 400 places, le Phare, remplaçant le vétuste gymnase Jean Jaurès (1 000 places) au cours de la saison 2008-2009. Cette même saison voit le CSH réussir deux de ses plus belles performances européennes : dans le tour principal de la Ligue des champions, les chambériens s'imposent en Croatie face à Zagreb (30-32) seulement deux semaines après le triomphe de l'équipe de France face à la Croatie en finale du championnat du monde puis, quatre jours plus tard, c'est Rhein-Neckar Löwen qui s'incline 25-23 au Phare.
La saison 2010-2011 est sans aucun doute l'une des plus belles saisons que connaît le Chambéry Savoie Handball, bien qu'elle se termine sans aucun titre. En effet, après avoir longtemps été en tête, Chambéry finit deuxième du championnat, s'incline en finale du Trophée des Champions, en finale de la Coupe de la Ligue puis en finale de la Coupe de France (après avoir éliminé le rival montpelliérain en quart de finale dans sa nouvelle Arena) malgré le soutien de 1 200 supporteurs savoyards venus à Paris assister au match. Toutefois, la plus belle performance de cette saison reste le parcours en Ligue des champions : Chambéry se sort d'un groupe composé de Kiel, de Barcelone (battu en Savoie 27-26 avec 50 % d'arrêts pour le gardien Cyril Dumoulin), de Celje, des Rhein-Neckar Löwen et de Kielce. En seizième de finale, les chambériens ne réussissent pas à passer l'obstacle constitué par Ciudad Real (24-27 ; 19-36).

### 2012 - 2015: la fin de l'ère Gardent et la difficile succession
En juin 2012, l'emblématique entraîneur chambérien Philippe Gardent quitte le club après 16 saisons au poste et alors que le club avait annoncé le retour en Savoie de Bertrand et Guillaume Gille après 10 ans à Hambourg.
Après 11 ans sans titre, le CSH remporte en septembre 2013 le Trophée de Champions. Pour autant, en cette saison 2013-2014, le championnat est catastrophique puisque le club termine finalement 8e, ce qui constitue son plus mauvais classement depuis la saison 1995-1996 et en mai, Guillaume Gille met fin à sa carrière sportive au lendemain d'une nouvelle défaite en finale de la Coupe de France face au PSG, malgré le déplacement de 600 supporteurs chambériens à la Halle Carpentier.
La saison suivante est celle du changement : en effet, le manager général Laurent Munier est nommé Directeur général du club. Le 20 octobre, le club annonce le départ à l'amiable de l'entraîneur Mario Cavalli, à la suite des mauvais résultats et des tensions récurrentes avec certains joueurs. Après deux semaines de latence où Jackson Richardson a assuré l'intérim, le CSH annonce le 6 novembre sur son site officiel la signature pour deux saisons et demie (jusqu'en juin 2017) de l'actuel sélectionneur de la Macédoine, le Croate Ivica Obrvan. Jackson Richardson est confirmé à son poste d'entraîneur adjoint. Malgré ces mouvements, l'équipe termine quatrième en championnat et apprend durant l'été que son dossier pour disputer le deuxième tour préliminaire de la Coupe de l'EHF a été accepté par l'EHF. À la fin de la saison, c'est au tour de Bertrand Gille de prendre sa retraite sportive, restant au club au bénéfice d'un poste de commercial.

### 2015 - 2018: la relégation au rang de second rôle
Arrivé l'année précédente en cours d'exercice, l'entraîneur Ivica Obrvan dispose pour cette saison 2015-2016 d'une préparation estivale complète et de la venue de son adjoint habituel, le Macédonien Danilo Brestovac (en) (ancien gardien de Villefranche et du Metalurg Skopje). Hormis la promotion au niveau professionnel des jeunes Queido Traoré, Alexandre Tritta et Melvyn Richardson, le recrutement chambérien se limite à de nombreuses prolongations de contrat et à la signature du prometteur demi-centre brésilien João da Silva.
Les premières semaines de compétition sont compliquées : elles sont en effet marquées par des défaites cinglantes à domicile face à Montpellier (25-35) et à l'extérieur face au PSG (35-27). S'ajoutent à cela les éliminations en 1/4 de finale de Coupe de la Ligue à Nantes et en 1/8 de finale de Coupe de France à domicile face à Cesson. Toutefois, la Coupe de l'EHF permet aux Chambériens de s'offrir un parcours intéressant : après avoir disposé de Hlohovec au deuxième tour qualificatif, le CSH élimine au troisième tour qualificatif Berlin pourtant tenant du titre (31-31 en Allemagne puis 34-30 en France), afin d'intégrer la phase de groupe. Chambéry y termine premier de son groupe, devant Ystad, Bucarest et Pampelune, et demeure la seule équipe invaincue de cette phase de groupe.
En quart de finale, le CSH réussit l'exploit d'éliminer Saint-Raphaël lors du match retour au Phare (victoire 29-22, défaite 25-30 lors du match aller). Les chambériens sont donc qualifiés pour la première fois de l'histoire du club en demi-finale de Coupe d'Europe. Lors du Final Four se déroulant à Nantes, Chambéry s'incline 25-28 face aux Allemands de Göppingen futurs vainqueurs, alors que le score à la mi-temps était de 14-9 en faveur des jaunes et noirs, malgré la présence de 250 supporteurs chambériens. En championnat, malgré des débuts cahoteux, le CSH termine 5e et voit Cédric Paty mettre fin à sa carrière de joueur professionnel.
Le 26 mai 2016, le club change à nouveau de nom en prenant la dénomination de « Chambéry Savoie Mont-Blanc Handball », se voulant l'étendard de la région historique de Savoie. À cette occasion, un projet nommé « Ambition 2020 » est dévoilé, ayant pour objectifs de conduire le CSMBH à s'installer régulièrement au niveau du Final Four européen, à créer une académie internationale de handball et à fédérer les actionnaires au sein de « Club 1983 ».
Malgré ces changements et des ambitions toujours élevées, les difficultés continuent pour Chambéry, qui se fait régulièrement éliminer très tôt des différents coupes (éliminations en huitièmes de finale puis au premier tour de la Coupe de la Ligue et au deuxième tour de la Coupe de l'EHF) et qui ne s'avère plus en mesure de disputer une place dans le trio de tête du championnat, ce qui s'explique notamment pas une stabilisation du budget du club et une hausse des moyens de ses principaux concurrents. De plus, le coaching et la gestion du groupe par Ivica Obrvan sont régulièrement décriés, notamment par certains joueurs de l'effectif,. Le grand ménage de l'été 2017 lié au départ de sept membres du groupe professionnel (Edin Bašić, Rémi Feutrier, Marko Panić, João da Silva, Grégoire Detrez, et Damir Bičanić en fin de contrat et Melvyn Richardson) et de l'entraîneur adjoint Danilo Brestovac (en) ne change rien à la situation sportive morose de Chambéry.
Le début de la saison 2017-2018 est marqué par une série de six défaites consécutives, mettant rapidement sur la sellette Ivica Obrvan. Dès le 4 octobre 2017, l'entraîneur de l'équipe réserve Laurent Busselier est nommé entraîneur adjoint de l'équipe professionnelle pour renouer le dialogue entre les joueurs et le coach principal. Le 22 février 2018, au lendemain d'un match nul concédé sur le terrain de Tremblay, Chambéry annonce le départ d'Ivica Obrvan à l'issue de la saison 2017-2018 et son remplacement par Érick Mathé, entraîneur adjoint de Montpellier, qui sera lui aussi secondé par Laurent Busselier. Les semaines passant, Ivica Obrvan s'efface progressivement derrière son adjoint jusqu'à quitter définitivement le banc et le club au début du mois d'avril 2018, le règlement de la Ligue nationale de handball le permettant.
La Coupe de l'EHF (quart de finale) et la Coupe de France (demi-finale) ne permettent guère de sauver une saison à oublier, tant les difficultés se sont amoncelées sur le terrain et en dehors, notamment en ce qui concerne le recrutement de l'été 2017. Le Tunisien Mosbah Sanai, arrivé à la fin de la préparation estivale et souffrant d'une pubalgie, a quitté le club le 23 janvier 2018 d'un commun accord sans jamais avoir joué avec le maillot chambérien, arguant des difficultés d'adaptation . Son compatriote Amine Bannour, lui aussi arrivé en Savoie en août 2017, est quant à lui mis à pied par son club le 20 avril 2018 pour avoir participé à des paris sportifs concernant le handball. Son licenciement pour faute grave est prononcé par le club le 7 mai 2018, un an avant la fin de son contrat. Enfin, Niko Mindegia et Sandro Obranović (hr), internationaux avec leur pays respectif, n'ont pas eu le rendement escompté.

### Depuis 2018
A l'été 2018, Chambéry voit le départ à la retraite de Benjamin Gille, dernier membre de l'effectif présent lors du titre de Champion de France obtenu en 2001. Soucieux de miser sur la jeunesse et conscient de ses limites financières, le club joue la carte de la jeunesse pour son recrutement, enregistrant les arrivées des internationaux espagnol Alejandro Costoya (25 ans) et lituanien Gerdas Babarskas (24 ans) ainsi que celle de l'international français U19 Benjamin Richert (20 ans), sous la houlette du nouvel entraîneur Érick Mathé.
Au contraire de la saison 2017-2018, le nouvel exercice débute par une série de six victoires consécutives et de dix rencontres sans défaite, permettant au club d'occuper la 1re place du classement pendant trois journées. Chambéry connaît son premier revers le 29 novembre 2018 à l'occasion de la réception de Montpellier (22-29) lors de la 11e journée de championnat. En s'imposant à Saint-Raphaël lors de l'avant-dernière journée disputée le 30 mai 2019, Chambéry sécurise sa 3e place au classement final, lui permettant d'obtenir une nouvelle qualification en Coupe de l'EHF, soit son meilleur résultat depuis la saison 2011-2012. Les performances du club permettent à plusieurs chambériens d'être récompensés aux Trophées LNH 2019, dont la liste des nommés a été dévoilée le 22 mai. Érick Mathé est élu meilleur entraîneur, Yann Genty meilleur gardien de but et Fahrudin Melić meilleur ailier droit, tandis que Pierre Paturel était nommé dans la catégorie meilleur défenseur, Alejandro Costoya meilleur arrière gauche et Johannes Marescot meilleur pivot.
A côté de cet excellent résultat en championnat, Chambéry s'est également offert un beau parcours en Coupe de France. Après avoir disposé successivement de Saint-Raphaël, Nantes et Montpellier (qui avait précédemment éliminé le PSG), le club savoyard s'est largement imposé en finale face à Dunkerque sur le score de 31-21, obtenant ainsi sa revanche de l'édition 2011. À l'occasion de cette rencontre disputée le 25 mai 2019 à l'AccorHotels Arena, le public chambérien a une nouvelle fois pu se distinguer grâce à sa ferveur, le club ayant affrété un double TGV Duplex afin d'acheminer 1200 supporters à Paris. Cette victoire a offert à Chambéry sa première Coupe de France après cinq finales perdues, lui permettant dorénavant d'être titré dans les quatre compétitions nationales.
L'embellie ne dure pas puisque Chambéry retrouve à nouveau le bas du classement à l'occasion de la saison 2019-2020, connaissant cinq matches sans victoire de la 2e à la 7e journée championnat. Le jeu offensif de l'exercice précédent a disparu, certains joueurs n'ont plus le même rendement, les choix de l'entraîneur Érick Mathé sont parfois discutés et les résultats s'en ressentent grandement, alors que Chambéry est capable de s'imposer face à des candidats au podium (Montpellier, Aix-en-Provence) comme de perdre contre des équipes relégables (Chartres, Tremblay-en-France). A nouveau, le recrutement est pointé du doigt : le départ de Niko Mindegia, brillant l'année précédente, n'a pas été compensé puisque les demi-centres Jean-Loup Faustin et Lukas Von Deschwanden n'ont pas été au niveau. Le 14 avril 2020, en conséquence de la pandémie de Covid-19, la LNH décide de l'arrêt du championnat après que 18 des 26 journées ont été disputées. Chambéry termine officiellement 9e, comme lors de la saison 2017-2018, plus mauvais classement du club depuis 1996. La pandémie de Covid-19 a aussi conduit à l'annulation de la Coupe de la Ligue, alors que Chambéry avait atteint les demi-finales. En outre, la saison a été marquée par des éliminations prématurées en Coupe de France (1/8 de finale) et en Coupe de l'EHF (3e tour qualificatif).

## Palmarès
| Compétitions nationales | Autres compétitions |
| --- | --- |
| Championnat de France (1) - Champion (1) : 2001 - Vice-champion (11) : 1998, 1999, 2000, 2002, 2003, 2006, 2008, 2009, 2010, 2011, 2012 Coupe de la Ligue (1) - Vainqueur (1) : 2002 - Finaliste (2) : 2011, 2022 Trophée des Champions (1) - Vainqueur (1) : 2013 - Finaliste (3) : 2010, 2011, 2012 Coupe de France (1) - Vainqueur (1) : 2019 - Finaliste (5) : 2002, 2005, 2009, 2011, 2014 | Challenge Sabatier / Falcony (Championnat de France -18 ans) (2) - Champion (2) : 1993, 2024 Eurotournoi (3) - Vainqueur (3) : 1999, 2001, 2003 - Finaliste (1) : 2011 Schlecker cup (de) - Finaliste (1) : 2002 |

### Bilan saison par saison
| Saison    | Compétitions nationales | Compétitions nationales | Compétitions nationales | Compétitions nationales | Compétitions nationales | Coupes d'Europe*          |
| Saison    | Niv.                    | Championnat             | Coupe France            | Coupe Ligue             | Trophée Champions       | Coupes d'Europe*          |
| --------- | ----------------------- | ----------------------- | ----------------------- | ----------------------- | ----------------------- | ------------------------- |
| 1990/1991 | 3                       | 9e                      | N.Q.                    | Pas de compétition      | Pas de compétition      | N.Q.                      |
| 1991/1992 | 3                       | 5e                      | N.Q.                    | Pas de compétition      | Pas de compétition      | N.Q.                      |
| 1992/1993 | 3                       | 2e                      | N.Q.                    | Pas de compétition      | Pas de compétition      | N.Q.                      |
| 1993/1994 | 2                       | 3e                      | N.Q.                    | Pas de compétition      | Pas de compétition      | N.Q.                      |
| 1994/1995 | 1                       | 11e                     | Demi-finale             | Pas de compétition      | Pas de compétition      | N.Q.                      |
| 1995/1996 | 1                       | 10e                     | 1/16 de finale          | Pas de compétition      | Pas de compétition      | N.Q.                      |
| 1996/1997 | 1                       | 5e                      | Demi-finale             | Pas de compétition      | Pas de compétition      | N.Q.                      |
| 1997/1998 | 1                       | 2e                      | 1/4 de finale           | Pas de compétition      | Pas de compétition      | N.Q.                      |
| 1998/1999 | 1                       | 2e                      | Demi-finale             | Pas de compétition      | Pas de compétition      | C3 : 1/8 de finale        |
| 1999/2000 | 1                       | 2e                      | Demi-finale             | Pas de compétition      | Pas de compétition      | C3 : 1/16e de finale      |
| 2000/2001 | 1                       | Champion                | 1/4 de finale           | Pas de compétition      | Pas de compétition      | C3 : 1/16e de finale      |
| 2001/2002 | 1                       | 2e                      | Finaliste               | Vainqueur               | Pas de compétition      | C1 : Poules               |
| 2002/2003 | 1                       | 2e                      | 1/8 de finale           | 1/4 de finale           | Pas de compétition      | C2 : 1/4 finale           |
| 2003/2004 | 1                       | 6e                      | Pas de Coupe            | 1/4 de finale           | Pas de compétition      | C1 : 1/8 de finale        |
| 2004/2005 | 1                       | 5e                      | Finaliste               | 1/4 de finale           | Pas de compétition      | N.Q.                      |
| 2005/2006 | 1                       | 2e                      | Demi-finale             | 1/4 de finale           | Pas de compétition      | C2 : 1/8 de finale        |
| 2006/2007 | 1                       | 3e                      | 1/4 de finale           | Demi-finale             | Pas de compétition      | C1 : 1/8 de finale        |
| 2007/2008 | 1                       | 2e                      | 1/8 de finale           | Demi-finale             | Pas de compétition      | C3 : 1/4 de finale        |
| 2008/2009 | 1                       | 2e                      | Finaliste               | Demi-finale             | Pas de compétition      | C1 : tour principal       |
| 2009/2010 | 1                       | 2e                      | Demi-finale             | Demi-finale             | Pas de compétition      | C1 : premier tour         |
| 2010/2011 | 1                       | 2e                      | Finaliste               | Finaliste               | Finaliste               | C1 : 1/8 de finale        |
| 2011/2012 | 1                       | 2e                      | 1/8 de finale           | Demi-finale             | Finaliste               | C1 : Poules               |
| 2012/2013 | 1                       | 4e                      | 1/4 de finale           | Demi-finale             | Finaliste               | C1 : Poules               |
| 2013/2014 | 1                       | 8e                      | Finaliste               | 1/4 de finale           | Vainqueur               | C3 : tour principal       |
| 2014/2015 | 1                       | 4e                      | Demi-finale             | 1er tour                | N.Q.                    | N.Q.                      |
| 2015/2016 | 1                       | 5e                      | 1/8 de finale           | 1/4 de finale           | N.Q.                    | C3 : demi-finale          |
| 2016/2017 | 1                       | 5e                      | Demi-finale             | 1/8 de finale           | N.Q.                    | C3 : 2e tour qualificatif |
| 2017/2018 | 1                       | 9e                      | Demi-finale             | 1er tour                | N.Q.                    | C3 : 1/4 de finale        |
| 2018/2019 | 1                       | 3e                      | Vainqueur               | 1/4 de finale           | N.Q.                    | N.Q.                      |
| 2019/2020 | 1                       | 9e                      | 1/8 de finale           | Demi-finale (annulée)   | N.Q.                    | C3 : 3e tour qualificatif |
| 2020/2021 | 1                       | 7e                      | N.Q.                    | Pas de compétition      | Pas de compétition      | N.Q.                      |
| 2021/2022 | 1                       | 5e                      | 1/4 de finale           | Finaliste               | N.Q.                    | N.Q.                      |
| 2022/2023 | 1                       | 4e                      | 1/8 de finale           | Pas de compétition      | N.Q.                    | C3 : 2e tour qualificatif |
| 2023/2024 | 1                       | 6e                      | 1/8 de finale           | Pas de compétition      | N.Q.                    | C3 : Poules               |
| 2024/2025 | 1                       | 9e                      | Demi-finale             | Pas de compétition      | N.Q.                    | N.Q.                      |

* C1=Ligue des champions ; C2=Coupe des Vainqueurs de Coupe ; C3= Ligue européenne ; N.Q.: Non Qualifié.

### Meilleurs buteurs en championnat par saison
| Saison    | Nat. | Joueur               | Buts | Matchs | Moy. |
| --------- | ---- | -------------------- | ---- | ------ | ---- |
| 1998-1999 |      | Bertrand Gille       | 135  | 26     | 5,2  |
| 1999-2000 |      | Bertrand Gille (2)   | 119  | 26     | 4,6  |
| 2000-2001 |      | Bertrand Gille (3)   | 114  | 20     | 5,7  |
| 2001-2002 |      | Daniel Narcisse      | 156  | 28     | 5,6  |
| 2002-2003 |      | Laurent Busselier    | 118  | 26     | 5,5  |
| 2003-2004 |      | Stéphane Stoecklin   | 86   | 14     | 6,1  |
| 2004-2005 |      | Guillaume Joli       | 164  | 26     | 6,3  |
| 2005-2006 |      | Nenad Vučković       | 110  | 25     | 4,4  |
| 2006-2007 |      | Bertrand Roiné       | 147  | 26     | 5,6  |
| 2007-2008 |      | Daniel Narcisse (2)  | 101  | 21     | 4,8  |
| 2008-2009 |      | Daniel Narcisse (3)  | 121  | 26     | 4,6  |
| 2009-2010 |      | Edin Bašić           | 96   | 16     | 6,0  |
| 2010-2011 |      | Cédric Paty          | 114  | 22     | 5,2  |
| 2011-2012 |      | Edin Bašić (2)       | 128  | 26     | 4,9  |
| 2012-2013 |      | Edin Bašić (3)       | 134  | 19     | 7,0  |
| 2013-2014 |      | Damir Bičanić        | 104  | 26     | 4,0  |
| 2014-2015 |      | Edin Bašić (4)       | 125  | 26     | 4,8  |
| 2015-2016 |      | Timothey N'Guessan   | 124  | 24     | 5,2  |
| 2016-2017 |      | Fahrudin Melić       | 130  | 26     | 5,0  |
| 2017-2018 |      | Fahrudin Melić (2)   | 137  | 22     | 6,2  |
| 2018-2019 |      | Fahrudin Melić (3)   | 146  | 26     | 5,6  |
| 2019-2020 |      | Fahrudin Melić (4)   | 92   | 17     | 5,4  |
| 2020-2021 |      | Benjamin Richert     | 183  | 30     | 6,1  |
| 2021-2022 |      | Benjamin Richert (2) | 106  | 23     | 4,6  |
| 2022-2023 |      | Benjamin Richert (3) | 180  | 30     | 6    |
| 2023-2024 |      | Benjamin Richert (4) | 170  | 28     | 6    |
| 2024-2025 |      | Benjamin Richert (5) | 127  | 22     | 5,7  |

### Meilleurs gardiens en championnat par saison
| Saison    | Nat. | Joueur                 | Arrêts | Matchs | Moy. |
| --------- | ---- | ---------------------- | ------ | ------ | ---- |
| 1999-2000 |      | Benoît Varloteaux      | 306    | 26     | 11,8 |
| 2000-2001 |      | Benoît Varloteaux (2)  | 197    | 26     | 7,6  |
| 2001-2002 |      | Fabien Arriubergé      | 217    | 28     | 7,8  |
| 2002-2003 |      | Vlado Šola             | 192    | 26     | 7,4  |
| 2003-2004 |      | Vlado Šola (2)         | 145    | 21     | 6,9  |
| 2004-2005 |      | Nebojša Stojinović     | 249    | 26     | 9,6  |
| 2005-2006 |      | Nebojša Stojinović (2) | 295    | 25     | 11,8 |
| 2006-2007 |      | Nebojša Stojinović (3) | 235    | 25     | 9,4  |
| 2007-2008 |      | Nebojša Stojinović (4) | 217    | 21     | 10,3 |
| 2008-2009 |      | Cyril Dumoulin         | 220    | 26     | 8,5  |
| 2009-2010 |      | Mickaël Robin          | 226    | 25     | 9,0  |
| 2010-2011 |      | Cyril Dumoulin (2)     | 194    | 25     | 7,8  |
| 2011-2012 |      | Cyril Dumoulin (3)     | 302    | 26     | 11,6 |
| 2012-2013 |      | Cyril Dumoulin (4)     | 276    | 26     | 10,6 |
| 2013-2014 |      | Cyril Dumoulin (5)     | 297    | 26     | 11,4 |
| 2014-2015 |      | Yann Genty             | 324    | 26     | 12,5 |
| 2015-2016 |      | Yann Genty (2)         | 282    | 26     | 10,8 |
| 2016-2017 |      | Yann Genty (3)         | 243    | 25     | 9,7  |
| 2017-2018 |      | Julien Meyer           | 169    | 26     | 6,5  |
| 2018-2019 |      | Yann Genty (4)         | 320    | 26     | 12,3 |
| 2019-2020 |      | Yann Genty (5)         | 129    | 18     | 7,1  |
| 2020-2021 |      | Nikola Portner         | 293    | 30     | 9,8  |
| 2021-2022 |      | Nikola Portner (2)     | 351    | 30     | 11,7 |
| 2022-2023 |      | Filip Ivić             | 233    | 29     | 8    |
| 2023-2024 |      | Harun Hodžić           | 242    | 30     | 8    |
| 2024-2025 |      | Valentin Kieffer       | 226    | 30     | 7,5  |

## Structures

### Salles
Depuis le 11 février 2009, la salle multifonctionnelle de l'agglomération chambérienne, le Phare (4 400 places), accueille les matches de l'équipe de handball de Chambéry. La salle annexe à la salle principale, d'une jauge de 500 places, et la salle de musculation du Phare sont utilisées tout au long de la saison pour les entraînements de l'équipe.
Le gymnase Jean Jaurès du centre-ville est quant à lui utilisé par les équipes de la section amateur du club (des U8 aux Seniors) et par l'équipe réserve évoluant en N1 depuis 2007.

### Projet d'académie
A la faveur de son projet « Ambition 2020 » lancé le 26 mai 2016, le club a émis la volonté de se doter d'une académie susceptible d'accueillir les talents internationaux du handball de demain. Le bâtiment deviendrait la véritable maison du CSMBH et comporterait un gymnase avec tribunes, le siège du club, une vingtaine de logements pour les pensionnaires du centre de formation, des espaces de réunion ainsi que la boutique officielle. Ce projet, dont le coût est estimé à 6 millions d'euros, financés par le club, la Région et le Département, devrait voir le jour sur le site des Fontanettes près du Phare, grâce à un terrain de 6 000 m2 (dont 4 500 de locaux) fournis par la Commune.
La pose de la première pierre a eu lieu le 5 septembre 2019, en présence de différents acteurs politiques et sportifs régionaux et nationaux (Laurent Wauquiez, Hervé Gaymard et Olivier Girault notamment). Le bâtiment devrait être livré en juillet 2020,.

### Équipementiers
Longtemps habillé par la marque danoise Hummel très implantée dans le handball, le club a annoncé le 13 avril 2018 qu'il allait être équipé par la marque japonaise Mizuno à compter de la saison 2018-2019 pour une durée de trois ans. En juillet 2021, ce partenariat est prolongé pour la même durée.
| Période     | Équipementier |
| ----------- | ------------- |
| 199? - 1998 | Adidas        |
| 1998 - 1999 | Erima (de)    |
| 1999 - 2018 | Hummel        |
| 2018 - 2024 | Mizuno        |

### Sponsors
A l'instar des autres clubs de handball, Chambéry n'a pas fait exception et a toujours affiché de nombreux sponsors sur ses tenues de match. Parmi eux, Michel Simond (spécialiste de la gestion et la vente de fonds de commerce) a été important dans la croissance du club. En effet, cette société est apparue dès 2000 sur les tenues des joueurs avant de devenir principal sponsor maillot en 2005, à la faveur de l'arrivée de Jackson Richardson. La venue de l'international français en Savoie était conditionnée à une proposition de reconversion professionnelle qui avait été soutenue par Michel Simond, la société voulant s'installer à la Réunion.
La fin de l'idylle entre Michel Simond et le club intervient en 2009. Le principal sponsor (à hauteur de plus de 300 000€ par an) a en effet subi de plein fouet les conséquences de la crise financière de 2008, lui contraignant à mettre fin à son partenariat avec Chambéry à l'été 2009. Ce coup dur financier a précipité le départ de Daniel Narcisse, agacé par le retard pris par le projet chambérien. Ce transfert retentissant aura tout de même permis au club de tenir ses finances en bonne santé.
Privé de sa star et de son principal soutien financier, Chambéry évolue sans sponsor sur la partie centrale de son maillot au cours de la saison 2009-2010. Pour combler ce vide, le club décide d'offrir cet espace à l'Association Grégory Lemarchal, le jeune chanteur décédé en 2007 des suites d'une mucoviscidose étant originaire du bassin chambérien. La saison 2010-2011 débute elle aussi sans sponsor maillot pour le club, qui trouve finalement un accord en cours de saison avec le domaine skiable des Sybelles.
| Période     | Sponsor maillot principal                                                                                           |
| ----------- | --- |
| 199? - 1998 | Crédit mutuel |
| 1998 - 2000 | Crédit immobilier de France - Savoie                                                                                |
| 2000 - 2001 | Seigneurie Peintures & Revêtements                                                                                  |
| 2001 - 2003 | Wanadoo.fr |
| 2003 - 2004 | Geodis BM |
| 2004 - 2005 | Radiance Mutuelle                                                                                                   |
| 2005 - 2009 | Michel Simond |
| 2009 - 2010 | - |
| 2010 - 2012 | Skiez La Toussuire - Les Sybelles                                                                                   |
| 2012 - 2013 | Skiez La Toussuire - Les Sybelles pour toutes les compétitions Excoffier Recyclage en Coupes nationales et d'Europe |
| 2013 - 2014 | EDF en championnat Excoffier Recyclage en Coupes nationales et d'Europe                                             |
| 2014 - 2015 | EDF / Excoffier Recyclage                                                                                           |
| Depuis 2015 | Excoffier Recyclage                                                                                                 |

## Effectif 2025-2026

### Transferts
Saison 2025-2026
| Départs - Harun Hodžić : 3 ans, vers l'USAM Nîmes (). - Benjamin Richert : 3 ans, vers Montpellier (), départ finalement anticipé à mai 2025. - Gustavo Rodrigues : 3 ans, vers Cesson (). - Arthur Anquetil : 3 ans, vers l'USAM Nîmes (). - Nikoloz Kalandadze : 3 ans, vers le PAUC (). - Iñaki Peciña : 2 ans, vers le CD Bidasoa (). - Sebastian Skube : fin de contrat. | Prolongations Arrivées - Roberto Rodríguez Lario : 3 ans, jusqu'en 2028, depuis Granollers (). - Matic Grošelj : 2 ans, jusqu'en 2027, depuis Chartres (). - Sveinn Jóhannsson : 3 ans, jusqu'en 2028, depuis Kolstad (). - Elio Zammit : 2 ans, jusqu'en 2027, depuis Pontault-Combault (). - André Alexandre Lopes Sousa : 2 ans, jusqu'en 2027, depuis le FC Porto (). |

## Public
L'installation du CSH dans la salle du Phare permet au club d'accueillir un public plus important mais qui demeure pour autant fidèle. Au cours de la saison 2013-2014, le CSH bénéficie de 3910 spectateurs par match en moyenne, ce qui correspond à un taux de remplissage de 93%. Après la défaite en finale de Coupe de France en mai 2014, le gardien chambérien Cyril Dumoulin a déclaré : « Encore une fois, nos supporters ont été monstrueux. On dit souvent que Nantes a le plus beau public, mais moi, je sais où il est... ».

### Les Fondus - Supporters du Chambéry Savoie Handball
C'est le club de supporteurs historique de l'équipe chambérienne. Créé en 1997, il prend jusqu'en 2005 le nom de Supporters du hand chambérien. C'est en 2006 que le nom actuel est adopté. Organisant régulièrement des déplacements pour suivre le CSH à l'extérieur, on les trouve aux portes 11 et 12 du Phare.

### Frega 12
Apparu pour quelques matches lors de la saison 2011-2012, ce groupe de supporteurs devient actif à presque tous les matches pour la saison 2013-2014. Ces supporteurs arborant des écharpes et vêtements aux couleurs de leur groupe constituent l'unique membre du mouvement ultra du handball français, adepte des fumigènes à l'extérieur des salles mais aussi des chants répétés et des tifos au cours des matches. Affichant une totale indépendance vis-à-vis du club et n'hésitant pas à exprimer leurs opinions, leur logo est constitué d'un bouquetin à l'air agressif, sur fond de croix de Savoie. Le groupe prend place aux portes 25 et 26 du Phare, à l'opposé de la tribune occupée par les Fondus.
En mai 2017, le groupe a décidé de se dissoudre pour la saison 2017-2018, ne s'estimant pas soutenu par le club[réf. souhaitée] à la suite d'échauffourées ayant eu lieu lors du match retour de championnat à Sélestat entre certains supporters et le personnel du club alsacien.
Actuellement la Frega est de retour lors de la plupart des matchs et organise également des déplacements dans les salles concurrentes.

## Personnalités liées au club

### Joueurs
Deux joueurs du club ont vu leurs maillots retirés :
- Benjamin Gille : joueur de 2000 à 2018, no 9
- Alexandre Tritta : joueur de 2011 (centre de formation) à 2024, no 4

La liste des capitaines est :
- Guillaume Gille : au club de 1996 à 2002 et de 2012 à 2014, capitaine jusqu'en 2002[39]
- Laurent Busselier : au club de 2000 à 2013, capitaine de 2002 à 2007
- Daniel Narcisse : au club de 1998 à 2004 et de 2007 à 2009, capitaine de 2007 à 2009
- Laurent Busselier[NB 1] : au club de 2000 à 2013, capitaine de 2009 à 2013
- Benjamin Gille : au club de 2000 à 2018, capitaine de 2013 à 2017
- Quentin Minel : au club de 2016 à 2019, capitaine de 2017 à 2019
- Pierre Paturel : au club depuis 2005, capitaine depuis 2019

Parmi les autre joueurs ayant évolué au club, on trouve :
- Arthur Anquetil : de 2018 à 2025
- Fabien Arriubergé : de 1999 à 2004
- Xavier Barachet : de 2006 à 2012
- Edin Bašić : de décembre 2009 à 2017
- Damir Bičanić : de 2010 à 2017
- Attila Borsos : de décembre 1994 à 2000
- Cédric Burdet : avant 1995 (formé au club)
- Mario Cavalli : de 1987 à 1993
- Alejandro Costoya : depuis 2018
- Grégoire Detrez : de 2008 à 2017
- Cyril Dumoulin : de 2000 à 2014
- Yann Genty : de 2014 à 2020
- Bertrand Gille[NB 2] : de 1996 à 2002 et de 2012 à 2015
- Iosu Goñi Leoz : depuis 2020
- Guillaume Joli : de 2004 à 2010
- Boriša Majstorović : de 1988 à 1998
- Johannes Marescot : de 2011 à 2020
- Fahrudin Melić : de 2016 à 2020
- Julien Meyer : de 2016 à 2021
- Niko Mindegía : de 2017 à 2019
- Stéphane Moualek : avant 1990 (formé au club) et de 1995 à 2003
- Edouard Moskalenko : de 2001 à 2007
- Laurent Munier[NB 3] : de 1999 à 2002
- Timothey N'Guessan : de 2011 à 2016
- Karel Nocar : de 2003 à 2013
- Marko Panić : de 2012 à 2017
- Cédric Paty : de 2006 à 2016
- Nikola Portner : de 2020 à 2022
- Jackson Richardson : de 2005 à 2008
- Melvyn Richardson : de 2005 (formé au club) à 2017
- Benjamin Richert : de 2018 à mars 2025
- Bertrand Roiné : de 2006 à 2012
- Stéphane Stoecklin : de 1985 à 1988 et de 2003 à 2005
- Sebastian Skube : de 2021 à 2025
- Queido Traoré : depuis 2012 (formé au club)
- Benoît Varloteaux : de 1994 à 2002
- Nenad Vučković : de 2004 à 2007

En italique, les personnalités actuellement au club

### Entraîneurs
La liste des entraîneurs depuis 1991 est :
- Mario Cavalli : de 1991 à 1995?
- Rudy Bertsch : de 1995? à 1996?
- Philippe Gardent : de 1996 à 2012
  -  Mario Cavalli : adjoint de 1999 à 2012
- Mario Cavalli : de 2012 à octobre 2014
  -  Jackson Richardson : adjoint de juillet à octobre 2014
- Jackson Richardson : d'octobre à novembre 2014 (intérim)
- Ivica Obrvan : de novembre 2014 à mars 2018
  -  Jackson Richardson : adjoint de novembre 2014 à 2015
  -  Danilo Brestovac (en) : adjoint de 2015 à 2017
  -  Laurent Busselier : adjoint de novembre 2017 à mars 2018
- Laurent Busselier : d'avril à juin 2018 (intérim)
- Érick Mathé : de juillet 2018 à juin 2024
  -  Laurent Busselier : adjoint de juillet 2018 à juin 2022
  -  Raphaël Planchet : adjoint de juillet 2022 à juin 2024
- Asier Antonio Marcos : depuis juillet 2024
  -  Raphaël Planchet : adjoint depuis juillet 2024

### Autres
La liste des présidents est :
- Gérard Caillet : de 1983 à ?
- Gérard Jourdain : de 1990 à 1996
- Henri Gandia : de ? à 1997
- Alain Poncet : de 1997 à 2025[40]
- Laurent Munier[NB 3] : depuis avril 2025[40],[41]

La liste des directeurs sportifs est :
- Bertrand Gille : de 2015 à 2024
- Baptiste Malfondet : depuis 2024

La liste des entraîneurs du centre de formation est :
- Laurent Busselier : de 2013 à 2017
- Bertrand Pachoud : de 2003 à 2013 et de 2017 à 2019 ; adjoint de 2013 à 2017
- Stéphane Imbratta : depuis 2022

## Divers

### Section amateur
Depuis 2006, la section amateur du club organise un tournoi international de handball sur herbe le dimanche de Pentecôte à l'attention des jeunes garçons et filles du Mini hand aux -16 ans. Le Challenge, récompensant le club ayant engagé au moins une équipe dans chaque catégorie en fonction du classement de chacune, est régulièrement remporté par le club de Granville.
C'est de la section amateur dont dépend l'équipe réserve, évoluant en N1 (soit le troisième échelon national). La promotion à ce niveau a été obtenue en 2007 après les barrages d'accession de N2 remportés face à l'AS Folschviller Handball (aller : 29-21 ; retour : 29-28), par une équipe au sein de laquelle se trouvait notamment Pierre Paturel, Xavier Barachet et Benjamin Massot-Pellet. La réserve a longtemps été entraînée par Bertrand Pachoud et l'ancien joueur chambérien Laurent Busselier, avant d'être confiée à Léonard Barrault à compter de la saison 2019-2020. Ce dernier avait travaillé avec Érick Mathé à Montpellier.

### Autres activités
Le développement du CSH s'accompagne de la création en 2010 d'une filiale chargée de la gestion des intérêts commerciaux et des événements du club sous le nom de Bleu Cerise Premium.
Le club se dote en 2012 d'un fonds de dotation mettant en œuvre des actions autour du handball pour les personnes handicapées (Hand'ensemble), reversant une partie des revenues de la billetterie des matches au Phare à différentes associations caritatives (Bill'éthique) et organisant à l'attention des jeunes chambériens un rallye découverte de la ville sous son aspect patrimoine et citoyenneté (Vis ta ville).

### Historique du logo

Ancien logo
Logo actuel